# Paul Reißer

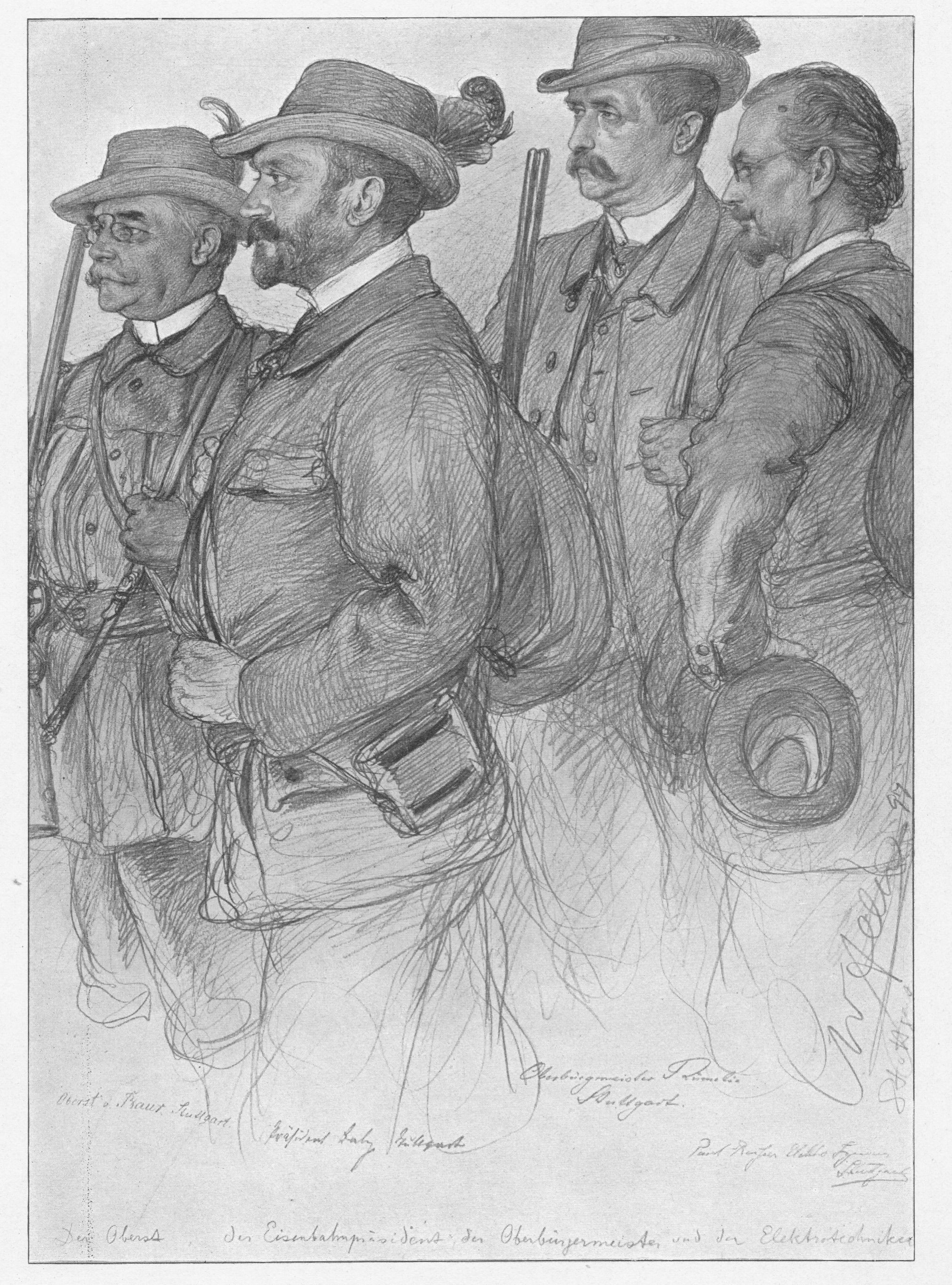
Stuttgarter bei der Jagd: Paul Reißer ganz rechts (1899)

Paul Reißer (* 21. März 1843 in Esslingen; † Juni 1927) war ein württembergischer Pionier der Elektrotechnik.

## Leben

Paul Reißer

Paul Reißer studierte am Polytechnikum Stuttgart und wurde dort Mitglied des Corps Stauffia. 1878 wurde er Mitglied in der Freimaurerloge "zu den 3 Cedern" in Stuttgart. Nachdem er 1881 auf der internationalen Elektrizitätsausstellung in Paris die ersten elektrischen Glühlampen gesehen hatte, begann er im folgenden Jahr in Stuttgart mit dem Bau elektrischer Beleuchtungsanlagen. Im Februar 1882 setzte er in Stuttgart mit einer Gramme-Maschine eine erste Demonstrationsanlage mit 2 kW und 65 Volt für 30 Glühlampen in Betrieb.
1900 gründete er das Elektrizitätswerk Waldsee-Aulendorf. Fünf Jahre später musste er das Alleineigentum aufgeben und das Unternehmen in eine Aktiengesellschaft umwandeln.
Die TH Stuttgart ernannte ihn zum Dr. h. c. der Ingenieurwissenschaften.